# Armada 2008
L'Armada de Rouen de 2008 est la cinquième édition de l'Armada de Rouen. Elle s'est déroulée du 5 juillet au 14 juillet 2008 à Rouen et a attiré près de onze millions de visiteurs. Elle fut le point de départ du prologue de la Tall Ships' Races 2008). à l'issue de l'évènement.

## Liste des voiliers

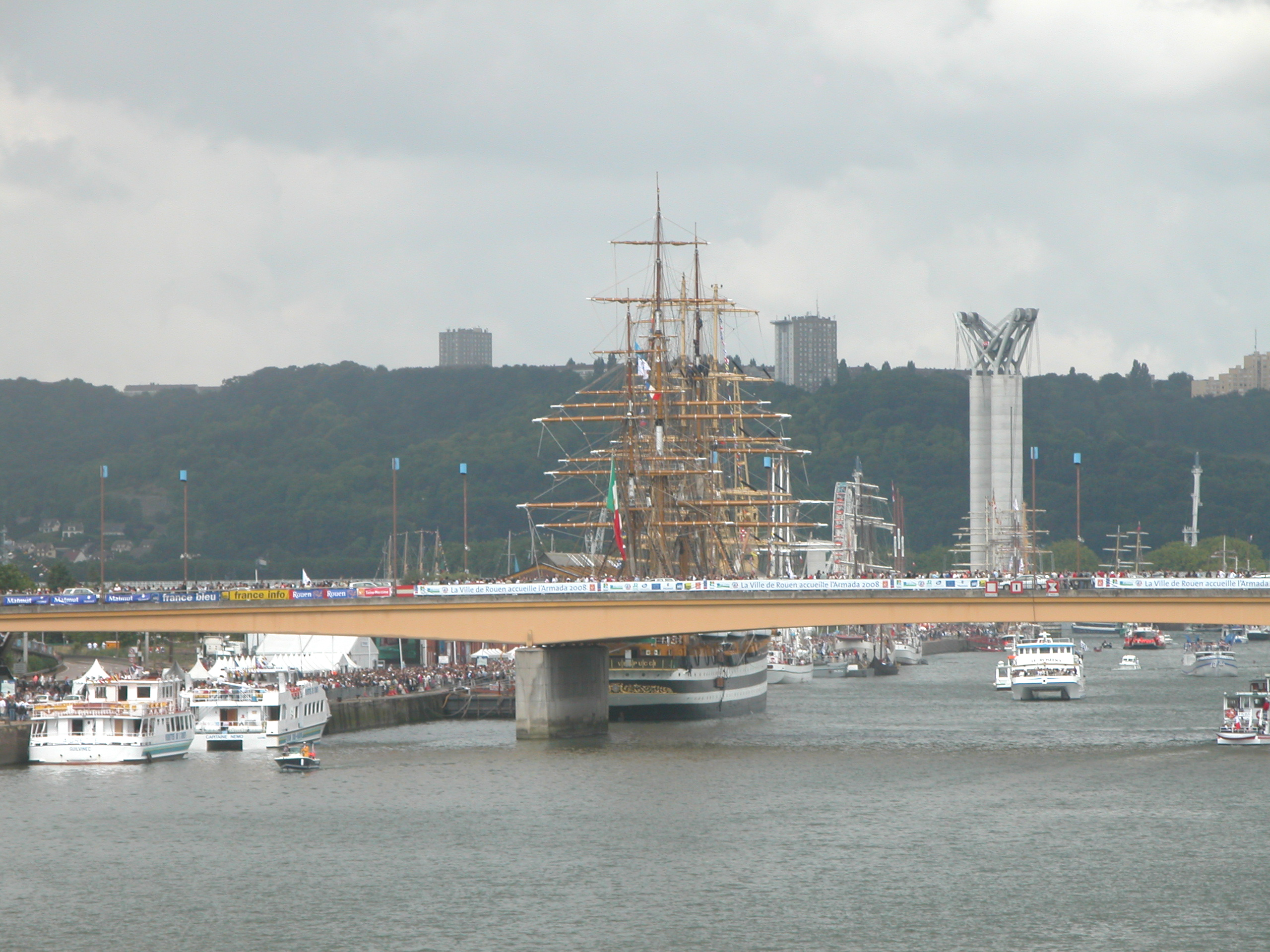
Vue générale de l'Armada 2008, du pont Guillaume-le-Conquérant au premier plan, du voilier Amerigo Vespucci et du pont Gustave-Flaubert au second plan.

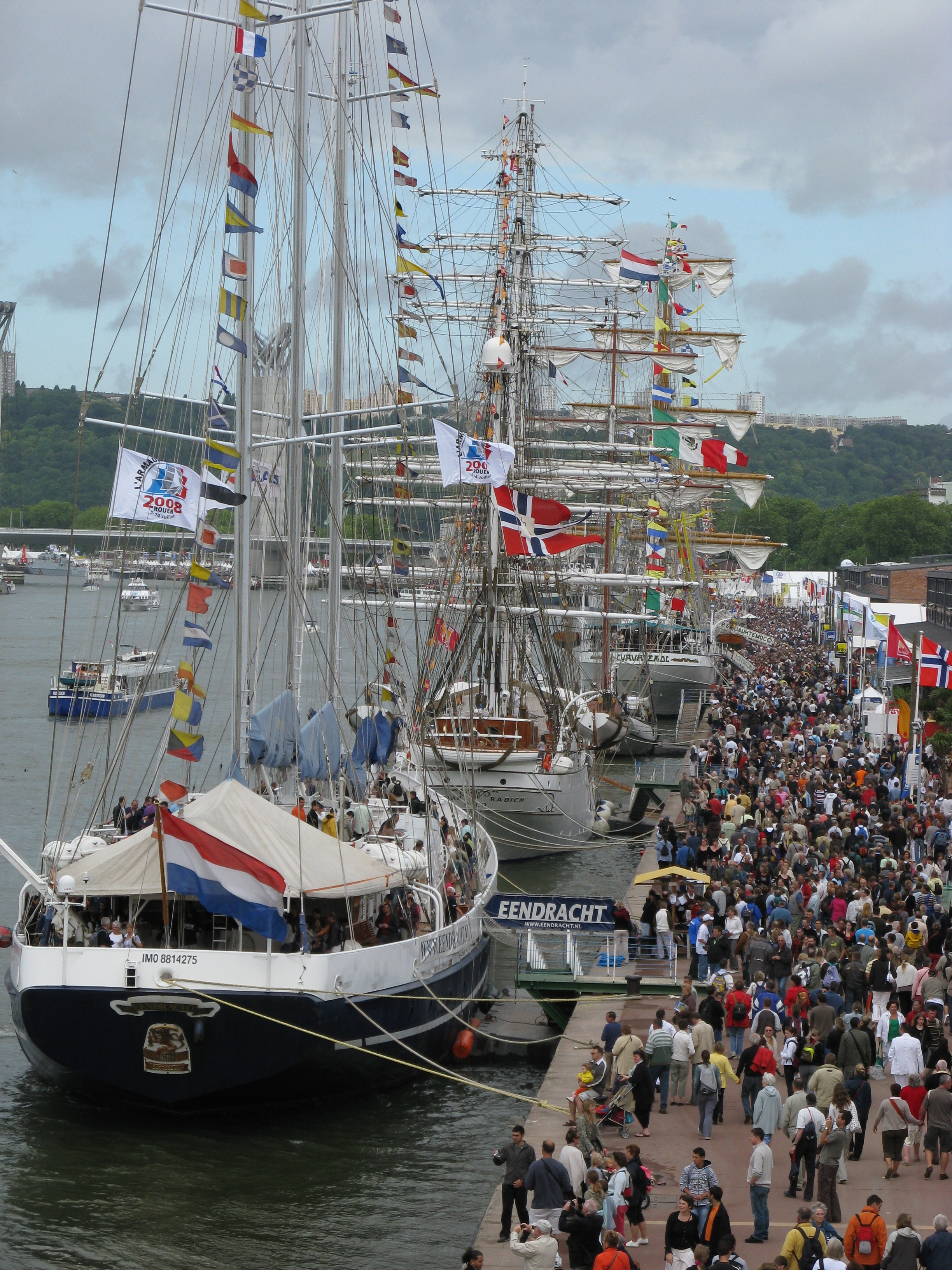
Vue générale des quais de la rive droite.

Les bateaux suivants ont confirmé leur présence auprès des organisateurs.
| - Amerigo Vespucci, Italie ; - Antigua, Pays-Bas ; - Artémis, Pays-Bas ; - Atlantis, Pays-Bas ; - Capitan Miranda, Uruguay ; - Christian Radich, Norvège ; - Cisne Branco, Brésil ; - Creoula, Portugal ; - Cuauhtemoc, Mexique ; - Dar Młodzieży, Pologne ; - Dreknor (drakkar), France ; - Eendracht, Pays-Bas ; - Étoile, France ; - Far Barcelona, Espagne ; - Grand Turk, Royaume-Uni ; - JR Tolkien, Pays-Bas ; | - Kaliakra, Bulgarie ; - Loth Lorien, Pays-Bas ; - Mare Frisium, Pays-Bas ; - Mercedes, Pays-Bas ; - Mir, Russie ; - Mircea, Roumanie ; - Morgenster, Pays-Bas ; - Pogoria, Pologne ; - Shabab Oman, Oman ; - Sorlandet, Norvège ; - Stad Amsterdam, Pays-Bas ; - Statsraad Lehmkuhl, Norvège ; - Tenacious, Royaume-Uni - Thalassa, Pays-Bas ; - Tuiga, Monaco ; - Zénobe Gramme, Belgique. |

## Liste des navires de guerre
- JDS Asagiri,  Japon ;
- JDS Kashima,  Japon ;
- Le Flamant P676,  France ;
- Georges Leygues,  France ;
- L' Acharné (A693),  France ;
- Mecklenburg-Vorpommern (F218),  Allemagne ;
- De Grasse,  France ;
- JDS Umigiri,  Japon ;

## Programme
Tous les jours, les navires peuvent être visités gratuitement ; les journées se terminent par un concert gratuit et un feu d'artifice.
- 2 juillet : la « Grande Pagaille » (course de bateaux fantaisistes) ;
- 3 juillet : arrivée de l'Amerigo Vespucci ;
- 4 juillet : passage groupé des premiers navires sous le pont Gustave-Flaubert ;
- 5 juillet : deuxième passage groupé de tous les navires sous le pont Gustave-Flaubert et inauguration ;
- 6 juillet : messe télévisée en direct précédée du cortège des marins ;
- 10 juillet : course des marins ;
- 11 juillet : congrès des villes marraines ;
- 12 juillet : défilé des équipages dans les rues de Rouen ;
- 13 juillet : feu d'artifice final et dernier grand concert ;
- 14 juillet : départ de tous les bateaux des quais de Rouen et lancement de la « Parade en Seine », de Rouen à la mer, avec animations dans les communes traversées.

Cette parade constitue le début du prologue de l'édition 2008 de la Tall Ships' Races (ex Cutty Sark), qui va de Rouen à Liverpool. À cette occasion, les Grands Trophées de l'Armada 2008 sont remis.

## Concerts
Des concerts, organisés par le conseil régional de Haute-Normandie, sont proposés gratuitement tous les soirs pendant l'armada.
- 5 juillet : Radiosofa, Alain Bashung ;
- 6 juillet : Foumagnac, Hugues Aufray ;
- 7 juillet : Wax Tailor, AaRON ;
- 8 juillet : Zikatatane, Tiken Jah Fakoly ;
- 9 juillet : Soirée Orchestre de l'Opéra de Rouen ;
- 10 juillet : Rose, Ridan ;
- 11 juillet : Les Souinq, Gilberto Gil ;
- 12 juillet : La Maison Tellier, Cali ;
- 13 juillet : Maarten, Iggy Pop.

## Transports
L'affluence rend généralement la circulation automobile difficile ; les organisateurs conseillent le covoiturage et l'utilisation des transports en commun.
Le site de l'Armada est desservi par plusieurs lignes de la TCAR :
- la ligne T4 de l'infrastructure TEOR créée à l'occasion de l'Armada dessert les quais (Le Musoir) et le pont Gustave-Flaubert. Cette ligne était en service de 9 h à 23 h excepté pour les stations Pont Flaubert et Le Musoir qui n'étaient plus desservies après 23 h, pour laisser place aux concerts[9]. ;
- les lignes T1, T2 et T3 de l'infrastructure TEOR, station Armada Nord-Louis Pasteur. Les trois lignes étaient en service jusqu'aux abords de 2 h ;
- les deux lignes du métro, stations Armada Nord-Théâtre des Arts et Armada Sud-Joffre-Mutualité. Les deux lignes étaient en service jusqu'aux abords de 2 h ;
- ligne de navettes « Armada'Bus » assurant la liaison entre le parking du Zénith de Rouen et les quais sud. La ligne était en service de 8 h à 2 h.
- les lignes de bus régulières

## Divers
- En parallèle de la manifestation et avec le concours de la municipalité de Rouen, un grand rassemblement de fanfare a été organisé pour l'occasion par la Vashfol (fanfare Médecine Rouen) lors du week-end du 14 juillet[10]. 14 fanfares (étudiantes pour la plupart) ont répondu présentes, dont les Boules de Feu (Reims), Ze Big Bandhoulle (Lille), Los Teoporos (Bordeaux), les West Costards (Nantes), la Grasse Bande (Bordeaux)... et ont joué à plusieurs reprises dans la ville, notamment tous ensemble devant la cathédrale (plus de 200 musiciens) et sur un bateau sur la Seine.
- Le 5 juillet 2008, Mgr Jean-Charles Descubes, archevêque de Rouen, est tombé dans la Seine à Rouen, alors qu'il marchait distraitement le long des quais. Il fut récupéré notamment par Patrick Herr, le président de l'Armada 2008[11].

### Roman
- Michel Bussi, Mourir sur Seine : le polar de l'Armada, Rouen, Éd. des Falaises, 2008, 399 p. (ISBN 978-2-84811-070-7, BNF 41307392)